# Maria Sid
Maria Sid-Achrén, född 13 maj 1968 i Helsingfors, är en finlandssvensk skådespelare och regissör.

## Biografi
Maria Sid har deltagit i produktioner för bio och TV i både Finland och Sverige och har bland annat spelat rollen som Muminmamman i ett par långfilmer. 2010 spelade hon rollfiguren Ritva i Hotell Gyllene Knorren, årets julkalender på SVT. Dessutom har hon varit aktiv i teateruppsättningar. Sid har regisserat på många teatrar i Finland, och har specialiserat sig på nyskriven musikteater, hon har bland annat satt upp popmusikalen Playme först i Helsingfors och sedan i Kina. Hon har spelat Eliza i My Fair Lady och senare regisserat verket på Svenska Teatern i Helsingfors. Hon har även verkat som biträdande regissör för Kristina från Duvemåla i Helsingfors, Göteborg och Stockholm. Maria Sid har även verkat som konferencier i många direktsända galor, bland annat Jussigalan (Finlands Oscar) och QX-Gaygalan.
Sid debuterade 1993, i rollen som fästmö, i den finska filmen Akvaariorakkaus (svensk titel Akvariekärlek). Hon har varit flitig både på film och i TV-serier sedan början av 00-talet i både Finland och Sverige.
Genom sin karriär har hon hittills mest fått spela olika biroller. Sin första[källa behövs] huvudroll i en större produktion fick hon i den svenska komedin Hallåhallå, där hon regisserades av Maria Blom. Filmen hade premiär i januari 2014. Hon vann 2024 Kristallen för årets kvinnliga huvudroll för sin gestaltning av teaterproducenten Isa Stenberg i TV-serien Smärtpunkten.
Maria Sid har även varit aktiv på och vid teaterscenen. Hon har bland annat deltagit som aktris i En midsommarnattsdröm på Svenska Teatern i Helsingfors och stod för regin i musikalen Fighting Star som hade premiär på Wasa Teater (i Vasa) september 2013.
Maria Sid utsågs i oktober 2018 till biträdande teaterchef för Kulturhuset Stadsteatern i Stockholm. I oktober 2019 tillträdde hon där som teaterchef. Kontraktet har sedan förlängts flera gånger och gäller nu till 2027.
Maria Sid är dotter till skådespelaren Sven Sid.

## Filmografi och roller (urval)

### Film
- 1993 – Akvariekärlek (finska: Akvaariorakkaus) .... fästmö[8]
- 2003 – Nainen kedolla .... Liisa Veräjä
- 2003 – Operation Stella Polaris.... Anna Höglund
- 2004 – Fling .... Camilla
- 2005 – Onnen varjot .... Nainen luokkajuhlissa
- 2009 – Mumintrollens farliga midsommar (finska: Muumi ja vaarallinen juhannus) .... Muminmamman[8]
- 2010 –  Mumintrollet och kometjakten (finska: Muumi ja punainen pyrstötähti) ... Muminmamman[8]
- 2011 – Hotell Gyllene Knorren – filmen .... Ritva Rantanen[8]
- 2012 – Flimmer .... Tarja[8]
- 2013 – Kung Liljekonvalje av dungen ... Fanny
- 2014 – Hallåhallå .... Disa[2]
- 2014 – Muminfamiljen på Rivieran .... Muminmamman
- 2015 – Så ock på jorden
- 2017 – Trollvinter i Mumindalen
- 2019 – En komikers uppväxt
- 2022 – Ur spår
- 2023 – Konferensen

### TV-serier
- 2004 – Kätevä emäntä
- 2004 – Vasikantanssi .... Minna Vuorinen
- 2006 – Kirkkaalta taivaalta .... Mimmu
- 2006–2007 – Donna Paukku .... Donna Paukku
- 2007, 2009 – Karjalan kunnailla .... Kirsti Miettinen
- 2008 – Livet i Fagervik (SVT) .... Annika
- 2008 – Hymy Pyllyyn (YLE TV2) .... Programledare
- 2010 – Sokkokokki (Nelonen) .... Programledare
- 2010 – Hotell Gyllene Knorren (Julkalender, SVT) .... Ritva Rantanen
- 2016–2017 – Syrror (TV-serie) (TV4) .... Margot (överläkare, chef)[9]
- 2018 – Sthlm Rekviem (TV-serie)
- 2019 – Innan vi dör (TV-serie)
- 2024 – Smärtpunkten (TV-serie)

## Teater

### Regi (ej komplett)
| År   | Produktion                              | Upphovsmän                                                                    | Teater                                      |
| ---- | --------------------------------------- | ----------------------------------------------------------------------------- | ------------------------------------------- |
| 2019 | Min fantastiska väninna L'Amica geniale | Elena Ferrante Dramatisering April De Angelis, Översättning Johanna Hedenberg | Kulturhuset Stadsteatern/ Årsta Folkets hus |
| 2022 | Kulla-Gulla                             | Martha Sandwall-Bergström Dramatisering Åsa Lindholm                          | Kulturhuset Stadsteatern                    |
| 2023 | Min fantastiska väninna L'Amica geniale | Elena Ferrante Dramatisering April De Angelis, Översättning Johanna Hedenberg | Kulturhuset Stadsteatern                    |
| 2024 | Company                                 | Stephen Sondheim och George Furth Översättning Calle Norlén                   | Kulturhuset Stadsteatern                    |